# La cruz y la espada

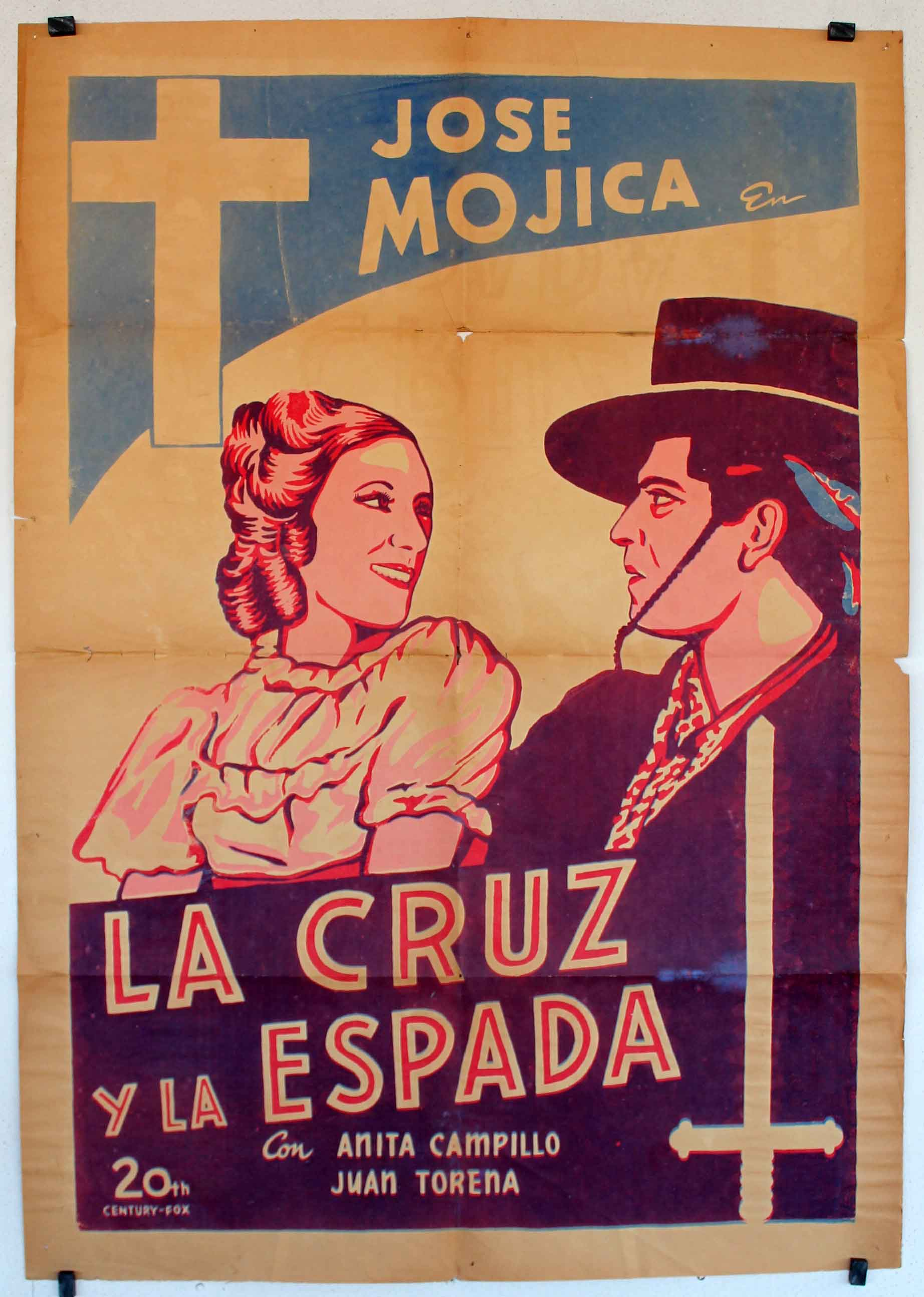
Affiche du film.

La cruz y la espada est un film américain en langue espagnole, réalisé par Frank R. Strayer et sorti en 1934. C'est un exemple typique des productions d'Holywood en langue espagnole, où la Fox a choisi de produire le film en espagnol plutôt que de le traduire en anglais.

## Synopsis
Un moine franciscain de l'ancienne Californie espagnole sauve la fiancée de son meilleur ami qui était enlevée par des bandits, mais se retrouve confronté à un conflit intéreur.

## Fiche technique
- Titre original : La cruz y la espada
- Titre anglais : The Cross and the Sword[2]
- Réalisation : Frank R. Strayer
- Scénario : Paul Schofield, William DuBois, d'après une histoire de Miguel de Zárraga
- Producteur : John Stone
- Musique : Samuel Kaylin
- Production : Fox Film Corporation
- Sous-titres : anglais[1]
- Distributeur : Fox Film Corporation
- Durée : 73 minutes
- Langue : espagnol
- Date de sortie : 
  - États-Unis : 1er février 1934

## Distribution

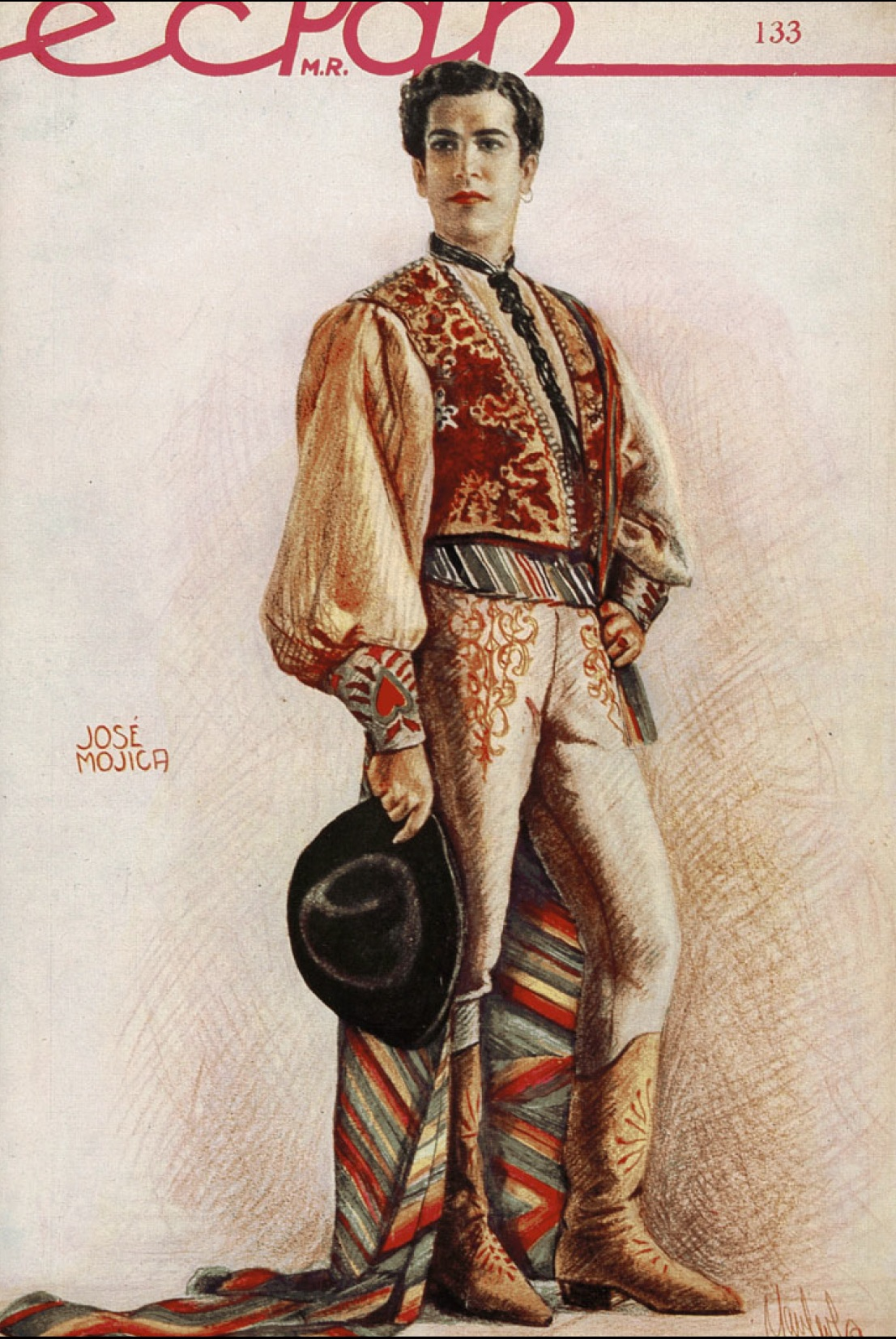
José Mojica en 1933.

- José Mojica : Hermano Francisco
- Juan Torena : José Antonio Romero
- Anita Campillo : Carmela
- Lucio Villegas : Padre Superior
- Carmen Rodríguez : Tía Mónica
- Paco Moreno : Hermano Pedro
- Carlos Montalbán : Esteban
- Martín Garralaga : Jaime
- Julián Rivero : El Mestizo
- F. A. Armenta : the Indian
- Rudolph Galante : Vaquero
- Soledad Jiménez : Senora Moreno

## Contexte
Curieusement, les thèmes du film concernant la religion sont en rapport avec les trajectoires des acteurs principaux: Anita Campillo a quitté un couvent pour devenir actrice, alors que Mojica envisageait d'arrêter sa carrière d'acteur et de chanteur pour se retirer dans un monastère.
Les 11 films avec Mojica, dont La Cruz y la espada, ont été projetés dans les cinémas mexicains de Los Angeles et ont rencontré un succès significatif auprès du public hispanique. Ce film en particulier a été repris plus de huit fois entre 1934 et 1941.